# Ptychopseustis molybdogramma
Ptychopseustis molybdogramma is een vlinder van de familie van de grasmotten (Crambidae), uit de onderfamilie van de Glaphyriinae. De wetenschappelijke naam van deze soort is voor het eerst voorgesteld als Argyria molybdogramma door George Francis Hampson in een publicatie uit 1919.
De soort komt voor in Australië (Queensland).